# てしお (巡視船・3代)
てしお (英語: JCG TESHIO, PM 15) は、海上保安庁の砕氷巡視船。海上保安庁の分類はPM型、公称船型は500トン型。同型船は無い。海上保安庁の3隻目の砕氷巡視船にして、自主建造した砕氷船としては2隻目である。

## 設計

### 船体
本来、砕氷船は大型かつ機関の馬力が大きいほど砕氷能力が高くなるが、「てしお」は先行して建造された「そうや」とは異なり、羅臼港や根室海峡などの水深の浅い海域での活動を可能にするため、砕氷船としては比較的コンパクトにまとめられている。
ただし、小型ながらも船首に30度の傾斜を有しており、厚さ55cmの氷を3ノットで連続砕氷する能力を備え、ラミングでは75cmの砕氷能力を有する。75cm以上の氷は、チャージングにより砕氷する。砕氷船首のほかにも、推進系を氷片から守るボッシング構造や舵を保護するアイスホーン、チャージング時の過度の乗り上げを防ぐためのフォアフードなど、小型ながらも砕氷船に必要な装備を有している。
船体には、重量軽減のために高張力鋼が多用されており、耐氷部分は加えて低温での靭性に優れたD級鋼を使用している。構造は、砕氷船に多用されている横肋骨構造を採用しており、船首などの砕氷する個所は特に外板を厚くして肋骨を追加している。また、洋上での揺れを軽減するためにビルジキールを有している。

### 機関
主機関はディーゼルエンジンで、冷却海水は氷により吸入口が塞がれるのを防ぐために、吸入した海水のタンクと復水器を有している。プロペラは推進力向上と氷からの保護のために、シュラウド・リングを追加した可変ピッチプロペラである。また、舵は2基有しているうえに船首にサイドスラスターを有して操船性の向上を図っている。

## 船歴
「てしお」は、日本鋼管鶴見製作所で建造された。設計にあたっては、日本海事協会の耐氷構造規則やカナダの規則を参考にした上で、オホーツク海の流氷の特性が加味されている。進水式には、造船所を見学中の小学生も臨席した。1995年10月19日に就役し、羅臼海上保安署に配属された。初の救助出動は、1996年3月8日にロシアからの要請で行われたもので、根室海峡のロシアの主張する領海内で流氷に閉じ込められたロシア漁船「シュムシュ107」を曳航し、流氷を砕氷しながら氷海外へ誘導した。